# James W. Byng
James W. Byng est un botaniste britannique qui est directeur général et conservateur scientifique à Hortus Botanicus Delft (TU Delft Botanic Garden), associé de Plant Gateway et chercheur invité au Centre de biodiversité Naturalis. Il a été formé à l'Université d'Aberdeen, au Jardin botanique royal d'Édimbourg et aux Jardins botaniques royaux de Kew.
Il fait autorité sur le genre Syzygium Gaertn. des Myrtaceae, et travaille sur une monographie mondiale pour le groupe avec des collaborateurs régionaux. Il est également co-auteur de la dernière classification des plantes Angiosperm Phylogeny Group, APG IV, et auteur des livres pratiques complets sur les plantes The Flowering Plants Handbook,et The Gymnosperms Handbook, ainsi que The Global Flora - A practical flora to vascular plant species of the world. Il est également rédacteur en chef de la revue en ligne Phytokeys et membre de la Linnean Society of London.